# Rue Henri-Moissan
La rue Henri-Moissan est une voie du 7e arrondissement de Paris, en France.

## Situation et accès
La rue Henri-Moissan débute au 59, quai d'Orsay et se termine au 12, avenue Robert-Schuman. Elle est intégralement occupée, sur le côté des numéros impairs, par l'ambassade d'Afrique du Sud.
Le quartier est desservi par la ligne C du RER aux gares du Pont de l’Alma et des Invalides.

## Origine du nom

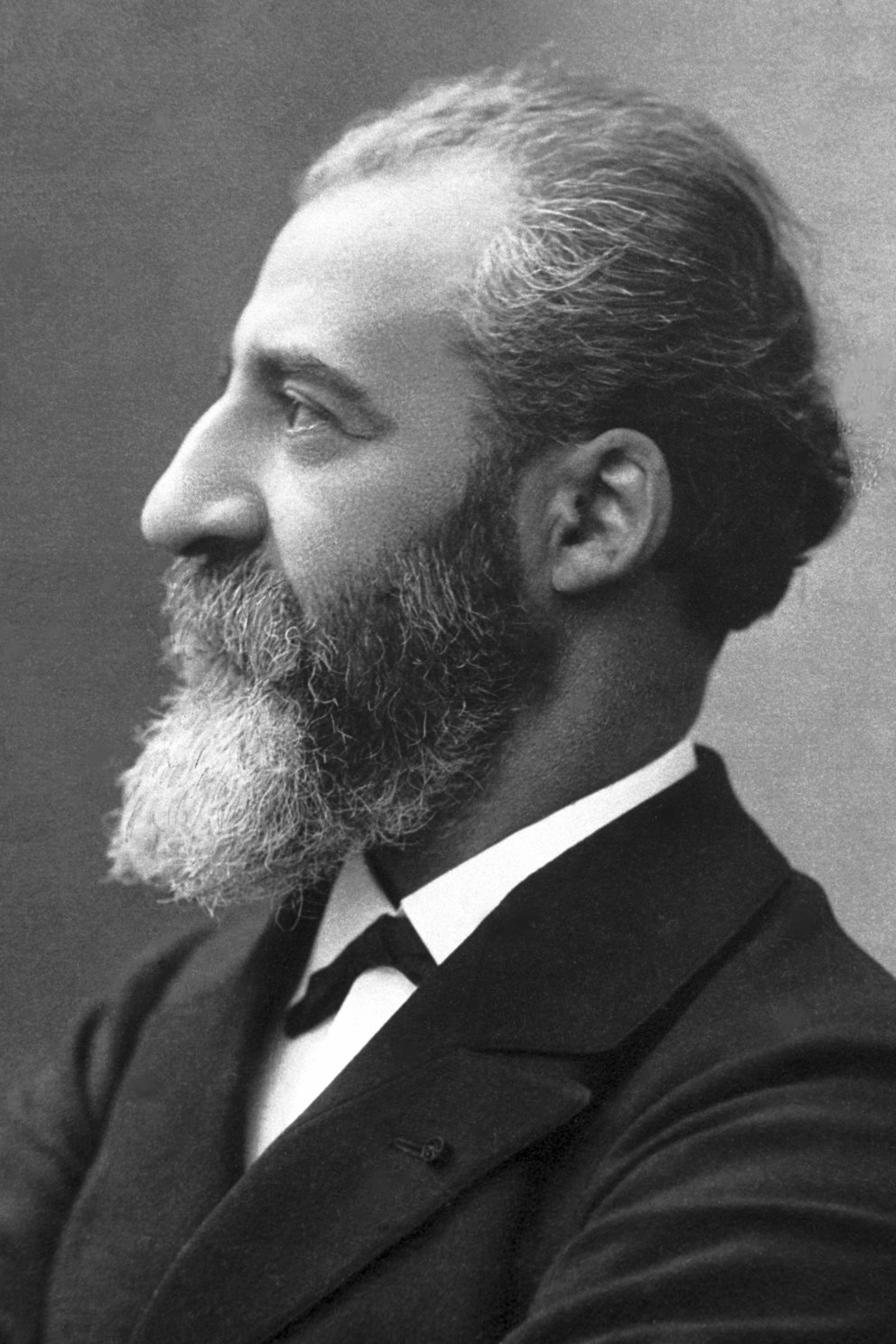
Henri Moissan.

Elle est nommée en hommage au chimiste français Henri Moissan (1852-1907).

## Historique
Cette voie est ouverte sous sa dénomination actuelle en 1909 à l'emplacement de l'ancienne manufacture des tabacs du Gros-Caillou puis est classée dans la voirie parisienne par un décret du 13 août 1912.

## Bâtiments remarquables et lieux de mémoire

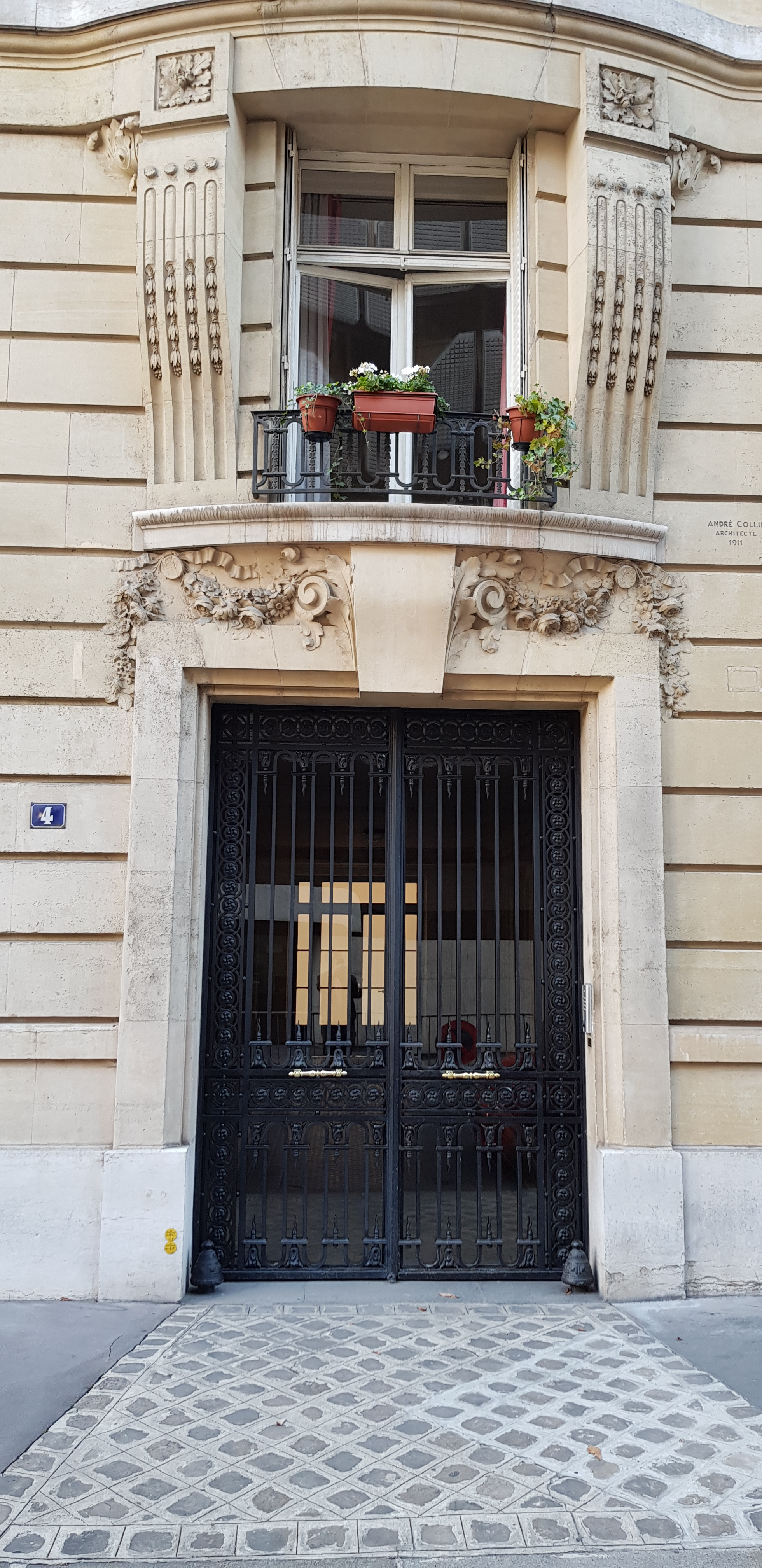
Entrée du no 4.

- No 4 : l’homme politique Geoffroy de Montalembert (1898-1993) a vécu à cette adresse de 1950 à sa mort, en 1993[1].